# Tancobuchin
A Tancobuchin (たんこぶちん) japán hangszeres lányegyüttes, melyet 2007-ben alapítottak a szagai Karacu városában. Kiadójuk a Yamaha Music Communications, menedzsmentjük a Yamaha Music Artists.

## Tagjai
| Név                                  | Születési dátum                | Hangszer            |
| ------------------------------------ | ------------------------------ | ------------------- |
| Madoka (Josida Madoka (吉田円佳)     | 1996. március 24. (28 éves)    | ének és ritmusgitár |
| Yuri (Kurijama Juri (吉田円佳)       | 1995. szeptember 25. (29 éves) | szólógitár          |
| Nodoka (Maeno Nodoka (前野のどか)    | 1995. június 9. (29 éves)      | basszusgitár        |
| Honoka (Maeno Honoka (前野ほのか)    | 1995. június 9. (29 éves)      | dobok               |
| Chiharu (Nakazono Csiharu (中園千晴) | 1995. november 8. (29 éves)    | billentyűsök        |

## Diszkográfia

### Kislemezek
| #                | Dátum              | Cím                                                      | Formátum                           | Katalógusszám                        | Oricon |
| ---------------- | ------------------ | -------------------------------------------------------- | ---------------------------------- | ------------------------------------ | ------ |
| független kiadós | 2011. november 25. | Koigokoro (コイゴコロ)                                   | 12 cm CD                           | KMTA-001                             | —      |
| független kiadós | 2013. március 25.  | Uji Uji                                                  | 12 cm CD                           | YMPCD-07                             | —      |
| 1.               | 2013. július 17.   | Do Re Mi Fun Life (ドレミFUN LIFE)                       | 12 cm CD                           | YCCW-30031                           | 80     |
| 2.               | 2013. október 26.  | Siavasze Tarantula (シアワセタランチュラ)                | 12 cm CD                           | YCCW-30034                           | 169    |
| 3.               | 2017. február 8.   | Enkjori renai bakugeki miszairu (遠距離恋愛爆撃ミサイル) | 12 cm CD 12 cm CD+DVD 12 cm CD+DVD | YCCW-30061 YCCW-30062/B YCCW-30063/B | 64     |
| digitális        | 2018. július 17.   | Prologue/Daidzsóbu (プロローグ/大丈夫)                   | digitális letöltés                 | YMPCD-37                             | —      |

### Stúdióalbumok
| #  | Dátum            | Cím         | Formátum | Katalógusszám | Oricon |
| -- | ---------------- | ----------- | -------- | ------------- | ------ |
| 1. | 2014. január 22. | Tancobuchin | CD+DVD   | YCCW-10212B   | 131    |

### Válogatásalbumok
| #  | Dátum            | Cím       | Formátum       | Katalógusszám                        | Oricon |
| -- | ---------------- | --------- | -------------- | ------------------------------------ | ------ |
| 1. | 2018. március 7. | Tancobest | CD 2 CD CD+DVD | YCCW-10325 YCCW-10326/B YCCW-10327/B | 45     |

### Középlemezek
| #  | Dátum              | Cím                | Formátum                                          | Katalógusszám                      | Oricon |
| -- | ------------------ | ------------------ | ------------------------------------------------- | ---------------------------------- | ------ |
| 1. | 2015. január 28.   | Tancobuchin vol. 2 | CD+DVD <Type-A> CD <Type-B>                       | YCCW-10248/B YCCW-10249            | 130    |
| 2. | 2015. augusztus 5. | Tancobuchin vol. 3 | CD+DVD <Type-A> CD <Type-B> CD <Type-C>           | YCCW-10261/B YCCW-10262 YCCW-10263 | 90     |
| 3. | 2016. február 10.  | Tancobuchin vol. 4 | CD+DVD <Type-A> CD+fotókönyv <Type-B> CD <Type-C> | YYCCW-10269 YCCW-10270 YCCW-10271  | 58     |

### Digitális kislemezek
| Dátum           | Cím                    | Formátum           | Megjegyzés |
| --------------- | ---------------------- | ------------------ | --- |
| 2014. június 4. | Tough Boy (Tough Girl) | digitális letöltés | kizárólag az iTunes Store-on keresztül érhető el A Tom Cat 1987-ben megjelent Tough Boy című dalának feldolgozása |

### Koncertalbumok
| #  | Dátum               | Cím                                                                     | Formátum | Katalógusszám | Oricon |
| -- | ------------------- | ----------------------------------------------------------------------- | -------- | ------------- | ------ |
| 1. | 2017. augusztus 30. | Nidonacu One Man Live Tour 2017 (「ニドナツ」ワンマンライブツアー 2017) | DVD      | YCBW-10080    |        |

### Filmzenei albumok
| #  | Dátum               | Cím                                                                                             | Formátum                                | Katalógusszám                      | Oricon |
| -- | ------------------- | ----------------------------------------------------------------------------------------------- | --------------------------------------- | ---------------------------------- | ------ |
| 1. | 2017. augusztus 30. | Nidome no nacu, nidoto aenai kimi feat. Primember (二度めの夏、二度と会えない君 feat.Primember) | CD <Type-A> CD <Type-B> CD+DVD <Type-C> | YCCW-10309 YCCW-10310 YCCW-10311/B | 45     |

### Közreműködések
| Cím                | Dal                                                             | Dátum             | Megjegyzés |
| ------------------ | --------------------------------------------------------------- | ----------------- | --- |
| Naite mo iin da jo | Nakadzsima Mijuki 44. kislemezének (Mugi no uta) B oldalas dala | 2014. október 29. | Háttérénekesekként való részvétel A Momoiro Clover Z hasonló című dalának feldolgozása A Tancobuchin vol. 2 című középlemezükön is szerepel |